# Uruguay en los Juegos Olímpicos de Tokio 2020
Uruguay participó en los Juegos Olímpicos de Tokio 2020 con un total de 11 deportistas (6 hombres y 5 mujeres) que compiten en 5 deportes. Esta representa su tercera delegación más baja de la historia, únicamente siendo inferior la cantidad de atletas olímpicos en Los Ángeles 1932 y Montreal 1976. El responsable del equipo olímpico es el Comité Olímpico Uruguayo, así como las federaciones deportivas nacionales de cada deporte con participación. 
Los portadores de la bandera en la ceremonia de apertura fueron la atleta Déborah Rodríguez y el remero Bruno Cetraro.

## Competidores
| Deporte   | Hombres | Mujeres | Total |
| --------- | ------- | ------- | ----- |
| Atletismo | 1       | 2       | 3     |
| Remo      | 2       | 0       | 2     |
| Vela      | 1       | 2       | 3     |
| Natación  | 1       | 1       | 2     |
| Yudo      | 1       | 0       | 1     |
| Total     | 6       | 5       | 11    |

## Atletismo
Los atletas uruguayos lograron además los estándares de ingreso, por ranking mundial, en los siguientes eventos de pista y campo (hasta un máximo de 3 atletas en cada evento; un hombre fue calificado por el lugar de Universalidad).
Eventos de pista
| Atleta              | Evento | Eliminatoria | Eliminatoria | Semifinal    | Semifinal    | Final        | Final        |
| Atleta              | Evento | Resultado    | Rango        | Resultado    | Rango        | Resultado    | Rango        |
| ------------------- | ------ | ------------ | ------------ | ------------ | ------------ | ------------ | ------------ |
| María Pía Fernández | 1500 m | 4:59.56      | 15           | No clasificó | No clasificó | No clasificó | No clasificó |
| Déborah Rodríguez   | 800 m  | 2:00,90      | 2 de 6       | 2:01,76      | 7 de 8       | No clasificó | No clasificó |

Eventos de campo
| Atleta        | Evento            | Eliminatoria | Eliminatoria | Semifinal    | Semifinal    | Final        | Final        |
| Atleta        | Evento            | Resultado    | Rango        | Resultado    | Rango        | Resultado    | Rango        |
| ------------- | ----------------- | ------------ | ------------ | ------------ | ------------ | ------------ | ------------ |
| Emiliano Lasa | Salto de longitud | 7,95 m       | 13           | No clasificó | No clasificó | No clasificó | No clasificó |

## Natación
| Atleta        | Evento            | Eliminatoria | Eliminatoria | Semifinal | Semifinal | Final     | Final     |
| Atleta        | Evento            | Tiempo       | Posición     | Tiempo    | Posición  | Tiempo    | Posición  |
| ------------- | ----------------- | ------------ | ------------ | --------- | --------- | --------- | --------- |
| Nicole Frank  | 200 m combinado   | 2:18,93      | 27           | No avanzó | No avanzó | No avanzó | No avanzó |
| Enzo Martínez | 50 m estilo libre | 22,52        | 35           | No avanzó | No avanzó | No avanzó | No avanzó |

## Remo
Uruguay clasificó un barco en el doble scull ligero masculino para los Juegos al ganar la medalla de oro y asegurar el primero de los tres puestos disponibles en la Regata de Clasificación Olímpica FISA Américas 2021 en Río de Janeiro , Brasil.
| Atleta                        | Evento      | Eliminatoria | Eliminatoria | Repechaje | Repechaje | Semifinal | Semifinal | Final     | Final  |
| Atleta                        | Evento      | Resultado    | Rango        | Resultado | Rango     | Resultado | Rango     | Resultado | Rango  |
| ----------------------------- | ----------- | ------------ | ------------ | --------- | --------- | --------- | --------- | --------- | ------ |
| Bruno Cetraro y Felipe Klüver | Doble scull | 6:42,85      | 6 de 6       | 6:36,87   | 3 de 6    | 6:11,48   | 2 de 6    | 6:24,21   | 6 de 6 |

## Vela
Los regatistas uruguayos clasificaron un barco en cada una de las siguientes clases a través de los Campeonatos del Mundo asociados a la clase y las regatas continentales
| Atleta                            | Evento         | Carrera | Carrera | Carrera | Carrera | Carrera | Carrera | Carrera | Carrera | Carrera | Carrera | Carrera | Carrera | Carrera | Puntos netos | Posición final |
| Atleta                            | Evento         | 1       | 2       | 3       | 4       | 5       |         | 7       | 8       | 9       | 10      | 11      | 12      | M*      | Puntos netos | Posición final |
| --------------------------------- | -------------- | ------- | ------- | ------- | ------- | ------- | ------- | ------- | ------- | ------- | ------- | ------- | ------- | ------- | ------------ | -------------- |
| Dolores Moreira                   | Laser Radial   | 23      | 11      | 17      | 31      | 33      | 23      | 24      | 22      | 10      | 12      | N/A     | N/A     | EL      | 173          | 22             |
| Pablo Defazio y Dominique Knüppel | Nacra 17 Mixto | DES     | 15      | 17      | 17      | 17      | 17      | 11      | 18      | 15      | 16      | 17      | 19      | EL      | 179          | 18             |

## Yudo
| Atleta            | Evento           | Ronda de 64        | Ronda de 32                 | Ronda de 16        | Cuartos de final   | Semifinal          | Repechaje          | Final / MB         | Final / MB |
| Atleta            | Evento           | Oponente Resultado | Oponente Resultado          | Oponente Resultado | Oponente Resultado | Oponente Resultado | Oponente Resultado | Oponente Resultado | Lugar      |
| ----------------- | ---------------- | ------------------ | --------------------------- | ------------------ | ------------------ | ------------------ | ------------------ | ------------------ | ---------- |
| Mikael Aprahamian | Masculino -81 kg | —                  | Robin Pacek (SWE) P 000–100 | No avanzó          | No avanzó          | No avanzó          | No avanzó          | No avanzó          | No avanzó  |